# Gloria, Oriental Mindoro

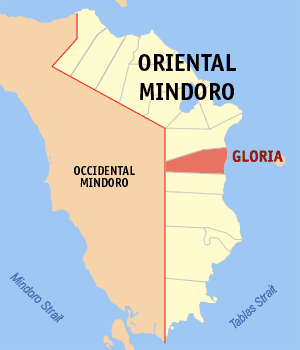
Bản đồ Oriental Mindoro với vị trí của Gloria

Gloria là một đô thị hạng 4 ở tỉnh Oriental Mindoro, Philippines. Theo điều tra dân số năm 2000, đô thị này có dân số 38.667 người trong 7.640 hộ.

## Barangay
Gloria được chia thành 27 barangay.
| - Agsalin - Agos - Andres Bonifacio - Balete - Banus - Banutan - Buong Lupa - Bulaklakan - Gaudencio Antonino - Guimbonan - Kawit - Lucio Laurel - Macario Adriatico - Malamig | - Malayong - Maligaya (Pob.) - Malubay - Manguyang - Maragooc - Mirayan - Narra - Papandungin - San Antonio - Sta. Maria - Santa Theresa - Tambong - Alma Villa |